# ユン・テヨン
ユン・テヨン（윤 태영、漢字：尹 太永、1974年10月3日 − ）は、韓国の俳優・タレント。
身長185cm。体重79kg。血液型B型。SM C&C所属。学歴は実父のユン・ジョンヨンと同じ米国のイリノイ・ウェスレヤン大学経営学科卒業。特技は水上スキー・スキー・スノーボードなど。趣味はコンピューター・娯楽。座右の銘は「一生懸命やって、後悔しない」。
1997年にSBSのドラマ「美しい彼女」でデビュー。SM C&C所属。

## 経歴

### 私生活
大韓民国の実業家で、サムスン電子の代表取締役副会長でもあり、韓国工学翰林院会長でもあったユン・ジョンヨンの長男として生まれる。父の仕事の関係で5歳から7歳まで日本に在住していた。
2007年2月14日にタレント・女優のイム・ユジンとソウルの新羅ホテルで挙式。2007年10月初旬には、イム・ユジンとの間に長女が誕生した。2011年2月には長男・次男（双子）が誕生した。

### 芸歴
芸能界入りは家族の反対を押し切ってのもので、タレントのイ・ジェリョンのマネージャーから始まった。俳優デビューは、1997年のイ・ジャンス監督のテレビドラマ『美しい彼女』で、主人公イ・ビョンホンが対戦するボクシング選手役だった。1999年、テレビドラマ『ワンチョ』メンバル役で名が知られるようになり、同年『ワンチョ』での演技が評価され2000年第36回百想芸術大賞新人演技賞を受賞した。
2007年、MBCドラマ『太王四神記』でペ・ヨンジュンが演じる主人公・タムドクと敵対するヨン・ホゲ役を演じ、日本でも名が知られるようになった。2011年のMBCドラマ『深夜病院』では、格闘技選手役のために12㎏の減量をして臨んだ。
2012年、日韓合作ドキュメンタリー映画『李藝』にナビゲーターとして出演（公開は2013年）。
2022年8月、SM C&Cと専属契約を締結

## 出演作品

### ドラマ
- 美しい彼女（1997年、SBS） - マサオ役
- ワンチョ（1999年、MBC）
- その女の家（2001年、MBC） - フンナム役
- ホテリアー（2001年、MBC）
- ソニ＆ジニ（2001年、MBC） - ユン・サンウォン役
- 偶然、毎日君と（2002年）
- 明朗少女成功記（2002年、SBS） - ソン・ソック役
- あの青い草原の上で（2003年、KBS） - チャ・テマン役
- 真珠の首飾り（2003年-2004年、KBS） - ファン・ジュンヒョク役
- 特殊捜査日誌 -1号館事件-（2006年、KBS）
- 太王四神記（2007年、MBC） - ヨン・ホゲ（キモイン）役
- ストライク・ラブ（2009年、MBC） - オ・ヘソン役
- 深夜病院（2011年、MBC） - ホ・ジュン役
- 帝王の娘 スベクヒャン（2013年-2014年、MBC） - クチョン役
- 夜警日誌（2014年、MBC） - チョ・サンホン役
- 名もなき英雄（ヒーロー）（2016年、OCN） - ユン・サンミン役
- 7人の脱出（2023年、SBS） - カン・ギタク役
- 7人の脱出 season2 -リベンジ-（2024年、SBS） - カン・ギタク役

### 映画
- 天士夢（HEAVEN ヘブン）（2001年）
- ミスターソクラテス（2005年）
- おまえを逮捕する（2005年）

## 受賞経歴
- 1999年：MBC演技大賞新人俳優賞（ワンチョ）
- 2000年：第36回百想芸術大賞新人演技賞（ワンチョ）
- 2002年：第38回百想芸術大賞人気賞
- 2011年：MBC演技大賞特別賞（深夜病院）